# 博杜恩·德·库尔德内

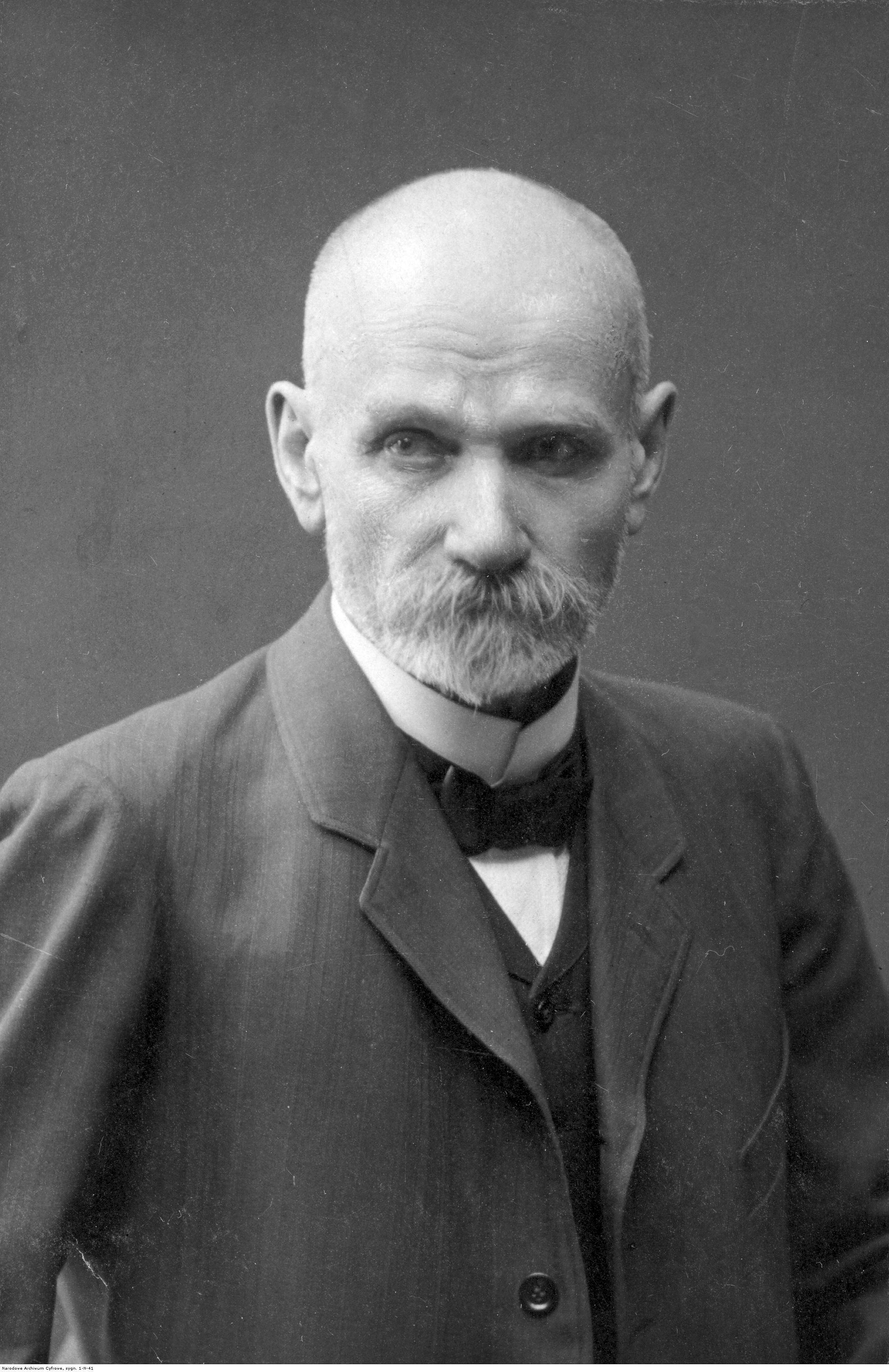
博杜恩·德·库尔德内

博杜恩·德·庫爾德內（Jan Niecisław Baudouin de Courtenay，1845年3月13日—1929年11月3日），波蘭語言學家，建立音位學說，是現代音位學的先驅者。

## 生平
出生於波蘭拉傑明，1866年畢業於華沙高等學校。1870年獲德國萊比錫大學哲學博士學位，1875年獲俄國彼得堡大學比較語言學博士學位。1897年開始擔任彼得堡科學院通訊院士。曾任喀山大學、彼得堡大學、華沙大學等校之教授。並於喀山執教期間，創立了喀山學派（Kazan school）。